# Isla Gallinara
Isla Gallinara (en italiano: Isola Gallinara) también conocida como Isla de Albenga (Isola d'Albenga) es una isla que se encuentra en el Mar de Liguria en la costa de Albenga, en la provincia de Savona, Liguria, Italia.
En la isla, entonces llamada Gallinara, Martin, destinado a convertirse en San Martín de Tours, decidió en su juventud ir allí a buscar refugio y vivir la vida solitaria de un ermitaño, antes de unirse a Hilario de Poitiers en la Galia. Los restos del naufragio de un barco romano se ha encontrado en las aguas de su costa.
La isla está protegida como la Reserva Natural Regional Isla Gallinara (Riserva Naturale Regionale Isola Gallinara) y como Lugar de Importancia Comunitaria (código  IT1324908 ).